# یاکمکی

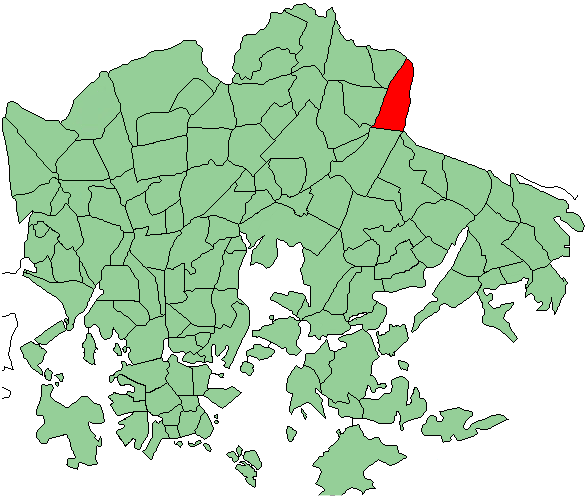
یاکُمَکی در نقشه هلسینکی

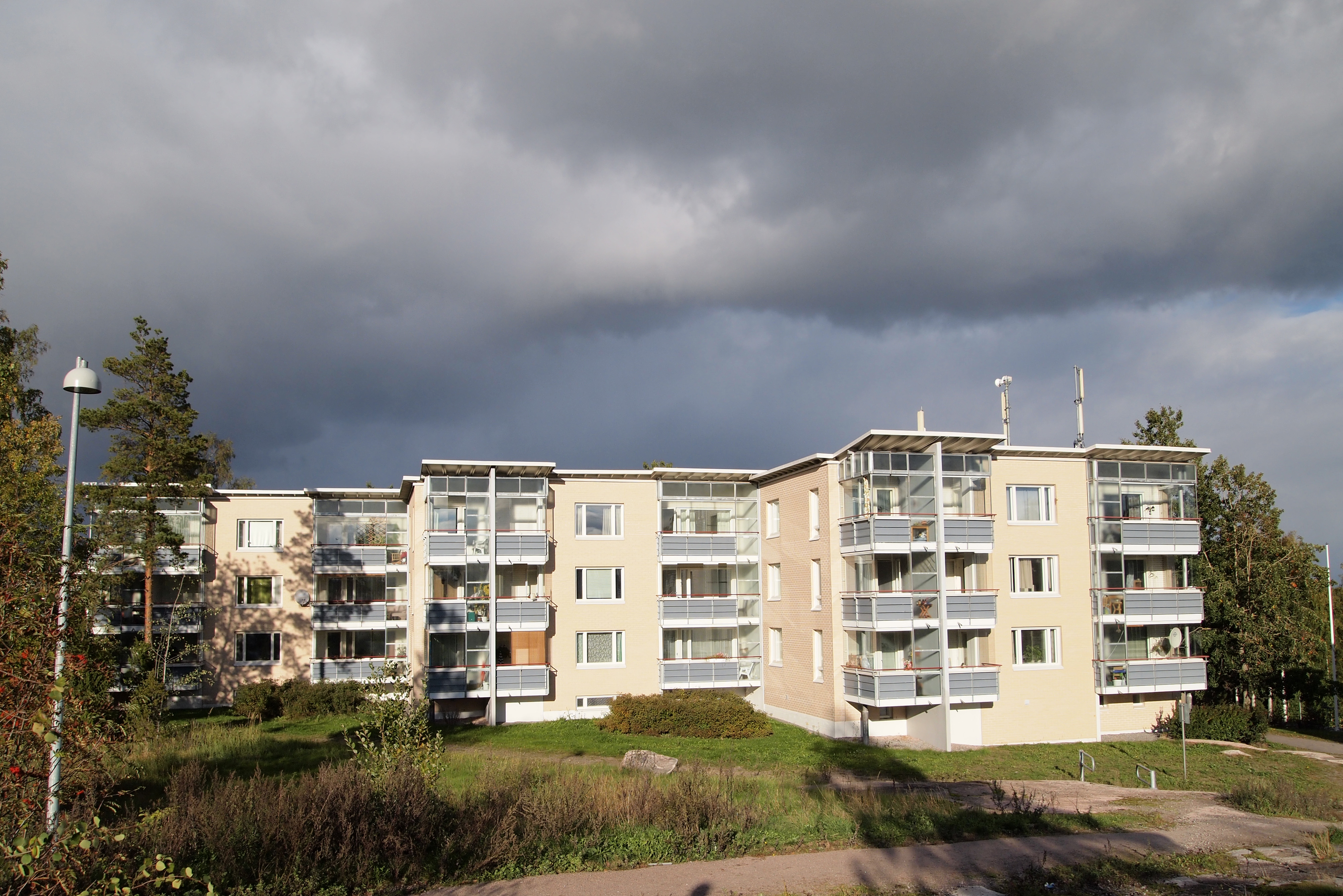
ساختمان‌های آپارتمانی در یاکُمَکی

یاکُمَکی (سوئدی: Jakobacka) بخشی از محله سورمتسه در هلسینکی، فنلاند با مساحت ۱٫۹۲ کیلومتر مربع و جمعیت ۵۴۸۱ نفر (۲۰۰۵) است.

## پیشینه
حومه شهر طی چند سال در دهه ۱۹۶۰ ساخته شد و فقط شامل خانه‌های شورای شهر بود. در دهه ۱۹۷۰، بلوک‌های آپارتمانی در منطقه شمالی یاکُمَکی ساخته شد. یاکُمَکی در نزدیکی مرز وانتا است و با تاتتاریسو نیز هم‌مرز است. آپارتمان‌هایی که در بلندترین نقاط یاکُمَکی قرار دارند، بیش از سه طبقه ندارند، زیرا هواپیماهای زیادی با پرواز کم از فرودگاه هلسینکی-مالمی در نزدیکی آن بلند می‌شوند یا به آن فرود می‌آیند.
یاکُمَکی سالهاست که به عنوان یکی از حومه‌های بدنام شهر هلسینکی شناخته می‌شود. تعداد بیکاران در منطقه یکی از بالاترین‌ها در هلسینکی است و از نظر تعداد افراد با تحصیلات عالی نیز این ناحیه از کمترین آمار برخوردار است.